# Marginal Tietê
Marginal Tietê (oficialmente denominada SP-15 ou Rod. Professor Simão Faiguenboim) é um conjunto de avenidas e uma rodovia longitudinal que transformam-se fisicamente em apenas uma e que margeiam o rio Tietê, na cidade de São Paulo, no Brasil.
É considerada a principal via expressa da cidade de São Paulo, por interligar as regiões oeste, norte, central e leste da cidade. Além disso, ela se conecta diretamente às rodovias Castelo Branco, Anhanguera, Bandeirantes, Presidente Dutra, Fernão Dias e Ayrton Senna e ao Aeroporto Internacional de São Paulo-Guarulhos.
Nela estão situados alguns locais de referência nacional, como o Complexo do Anhembi - formado pelo pavilhão de eventos e exposições, Sambódromo do Anhembi, Arena Skol Anhembi, Palácio das Convenções, Auditório Elis Regina e o Hotel Holiday Inn, e o Terminal Rodoviário Tietê, a segunda maior estação rodoviária do mundo.
A Marginal Tietê forma com a Marginal Pinheiros a SP-15, e abrange também a Rodovia Dutra, que termina no km 235 e a rodovia Régis Bitencourt, que começa no km 269, considerando o trecho de 34 km da SP-15.
Em 20 de julho de 2015 a velocidade máxima da Marginal Tietê foi reduzida para 70 km/h nas vias expressas e 50 km/h nas vias locais. Em 25 de janeiro de 2017, a velocidade máxima da Marginal Tietê foi aumentada para 90 km/h nas vias expressas, 70 km/h nas vias centrais e 60 km/h nas vias locais.

## Ruas e avenidas
As avenidas que formam a marginal são:
- Avenida Marginal Direita do Tietê
- Avenida Otaviano Alves de Lima
- Avenida Assis Chateaubriand
- Avenida Condessa Elisabeth de Robiano
- Avenida Morvan Dias de Figueiredo
- Avenida Embaixador Macedo Soares
- Avenida Presidente Castelo Branco

## A Nova Marginal Tietê
Em 4 de junho de 2009, foram iniciadas as obras de ampliação da Via Professor Simão Faiguenboim. Em 27 de março de 2010 foi inaugurada a primeira etapa do projeto Nova Marginal Tietê, com três novas faixas e 23 quilômetros de pistas em cada sentido. Durante o ano de 2010, a obra avançou com o trabalho de sinalização, iluminação e novas pontes e viadutos. Em 27 de julho de 2011, foi inaugurada a ponte estaiada que liga a avenida do Estado à pista central da Marginal Tietê, ao lado do Pavilhão do Anhembi, no sentido da rodovia Castelo Branco, servindo como ligação entre o Centro e a Zona Norte da cidade. Resta apenas um alça de acesso ao bairro do Bom Retiro, que depende de desapropriações por parte da prefeitura e que deve levar mais oito meses para ser realizada. Com a Nova Marginal Tietê, espera-se uma redução no tempo das viagens pela via expressa em 33 por cento.

## Pontes
As pontes e a estrutura de acessos e vias que compõem a Marginal Tietê no sentido Oeste-Leste são:
| Principais acessos | Via ao Sul                                                                             | Ponte                                                                   | Via ao Norte                                                 | Principal acessos |
| Zona Sul, Rodovias Anchieta, Imigrantes, Raposo Tavares, Régis Bittencourt | Marginal Pinheiros                                                                     | Complexo Viário Heróis de 1932 (Cebolão)                                | Castelo Branco                                               | Alphaville, Osasco, Barueri, Rodoanel (7 km), Rod. Mal. Rondon (220 km)                                                                               |
| Vila Leopoldina | Rua Major Paladino                                                                     | 1 Ponte dos Remédios (Carmem Fernandes Neves)                           | Avenida dos Remédios                                         | Jaguara, Osasco |
| Lapa, Vila Anastácio | Rua Monte Pascal Av. Brigadeiro Gavião Peixoto                                         | 2 Complexo Viário Prefeito Olavo Egydio Setúbal (Ponte Atílio Fontana)  | Anhanguera                                                   | São Domingos, Perus, Cajamar, Jundiaí, Campinas, Americana, Araraquara, Ribeirão Preto, Triângulo Mineiro, Brasília (DF)                              |
| | Marginal Tietê                                                                         | 3 Ponte Ulysses Guimarães (Ponte Rodovia dos Bandeirantes)              | Bandeirantes                                                 | Jundiaí, Campinas, Cordeirópolis, Rod. Washington Luís (150 km)                                                                                       |
| Lapa, Barra Funda | Estação Lapa                                                                           | 4 Ponte Comunidade Húngara (Linha 7 do Trem Metropolitano de São Paulo) | Estação Piqueri                                              | Pirituba, Jaraguá, Perus, Caieiras, Franco da Rocha, Francisco Morato, Jundiaí                                                                        |
| Lapa | Avenida Ermano Marchetti Avenida Marquês de São Vicente                                | 5 Ponte do Piqueri (Joelmir Beting)                                     | Avenida General Edgar Facó                                   | Pirituba, Freguesia do Ó |
| Barra Funda | Avenida Comendador Martinelli                                                          | 7 Ponte da Freguesia do Ó (Pe. Noé Rodrigues)                           | Avenida Inajar de Souza                                      | Limão, Freguesia do Ó, Brasilândia, Cachoeirinha |
| Barra Funda, Vila Pompeia, Vila Madalena, Pinheiros | Avenida Nicolas Boer Avenida Pompeia                                                   | 8 Ponte Júlio de Mesquita Neto                                          | Rua Domingos Marchetti Rua Jacofer                           | Limão |
| Barra Funda, Água Branca, Perdizes, Sumaré, Terminal Rodoviário Barra Funda | Avenida Ordem e Progresso Avenida Antártica Avenida Sumaré                             | 9 Ponte do Limão (Adhemar Ferreira da Silva)                            | Avenida Ordem e Progresso Avenida Engenheiro Caetano Álvares | Casa Verde, Limão, Mandaqui |
| Barra Funda, Santa Cecília, Pacaembu, Avenida Paulista, Centro | Avenida Dr. Abraão Ribeiro Avenida Rudge Avenida Pacaembu Avenida Rio Branco           | 10 Ponte da Casa Verde (Jorn. Walter Abrahão)                           | Avenida Brás Leme Rua Voluntários da Pátria                  | Casa Verde, Santana |
| Bom Retiro, Centro, Ipiranga, Vila Prudente, ABC Paulista | Avenida do Estado                                                                      | 12 Ponte Gov. Orestes Quércia (Estaiadinha)                             |                                                              | Santana |
| Centro, Jardins, Ibirapuera, Aeroporto de Congonhas, Interlagos | Avenida Tiradentes Avenida 9 de Julho Avenida 23 de Maio Corredor Norte-Sul            | 13 Ponte das Bandeiras (Sen. Romeu Tuma)                                | Av. Santos Dumont Av. Luís Dumont Villares                   | Santana, Campo de Marte, Tucuruvi |
| Centro, Av. do Estado, Parque Dom Pedro II | Avenida Cruzeiro do Sul                                                                | 14-A Ponte Fábio Lazzari                                                | Marginal Tietê                                               | |
| Pari, Centro, Av. do Estado, Parque Dom Pedro II | Avenida Cruzeiro do Sul                                                                | 14 Ponte Cruzeiro do Sul (Jorn. Ary Silva)                              | Avenida Cruzeiro do Sul                                      | Santana, Terminal Rodoviário Tietê, Tucuruvi, Tremembé, Jaçanã                                                                                        |
| Pari, Brás, Centro, Zona Leste | Av. Carlos de Campos                                                                   | 15 Ponte da Vila Guilherme (Eng. Curt Walter Otto Baumgart)             | Rua dos Machados Avenida Joaquina Ramalho                    | Vila Guilherme |
| Belém | Rua Jequitinhonha                                                                      | 17 Ponte Presidente Jânio Quadros (Ponte da Vila Maria)                 | Av. Guilherme Cotching Av. Nadir Dias de Figueiredo          | Vila Maria, Vila Medeiros |
| | Marginal Tietê                                                                         | 18-A e 18-B Ponte Presidente Dutra                                      | Dutra                                                        | Vila Maria, Guarulhos, Aeroporto Internacional, São José dos Campos, Taubaté, Aparecida, Guararema, Lorena, Barra Mansa, Resende, Rio de Janeiro (RJ) |
| Tatuapé, Belém, Água Rasa, Vila Prudente | Avenida Salim Farah Maluf Avenida Prof. Luís Inácio de Anhaia Melo Anchieta Imigrantes | 18-C Ponte do Tatuapé (Dep. Ricardo Izar)                               | Dutra                                                        | Guarulhos, Aeroporto Internacional, Jacareí, São José dos Campos, Rio de Janeiro (RJ)                                                                 |
| Tatuapé, Belém, Água Rasa, Vila Prudente | Avenida Salim Farah Maluf Avenida Prof. Luís Inácio de Anhaia Melo Anchieta Imigrantes | 18-D Ponte Jorn. Braz Jaime Romano                                      | Marginal Tietê                                               | |
| Carrão, Vila Matilde, Parque do Carmo, São Mateus | Avenida Aricanduva                                                                     | 21 Ponte Aricanduva (Dr. Miguel Arraes)                                 | Avenida Educador Paulo Freire Fernão Dias                    | Zona Norte, Cantareira, Mairiporã, Atibaia, Rod. D. Pedro I, Belo Horizonte (MG)                                                                      |
| Penha, Cangaíba, Ponte Rasa, Artur Alvim, Itaquera, Guaianases, Zona Leste | Avenida Governador Carvalho Pinto                                                      | 22 Ponte Domingos Franciulli Netto                                      | Avenida Educador Paulo Freire Fernão Dias                    | Zona Norte, Cantareira, Mairiporã, Atibaia, Rod. D. Pedro I, Belo Horizonte (MG)                                                                      |
| Cangaíba, Penha, Ermelino Matarazzo | Avenida Gabriela Mistral Avenida Dr. Assis Ribeiro                                     | 23Ponte Imigrante Nordestino(Ponte da Penha)                            | Avenida Guarulhos                                            | Guarulhos |
| Ayrton Senna Aeroporto Internacional, Itaquaquecetuba, Mogi das Cruzes, Rodoanel (24 km), Litoral Norte, Campos do Jordão, Jacareí, Taubaté, Aparecida, Barra Mansa, Rio de Janeiro |                                                                                        |                                                                         |                                                              | |